# Carex riparia
Carex riparia é uma espécie de planta com flor pertencente à família Cyperaceae. 
A autoridade científica da espécie é Curtis, tendo sido publicada em Flora Londinensis 2(47): , pl. 60, 281. 1783.

## Portugal
Trata-se de uma espécie presente no território português, nomeadamente em Portugal Continental.
Em termos de naturalidade é nativa da região atrás referida.

## Protecção
Não se encontra protegida por legislação portuguesa ou da Comunidade Europeia.